# Milo Eisenblätter
Milo Eisenblätter (* 2014 in Berlin) ist ein deutscher Kinderdarsteller.
Eisenblätter hat zwei ältere Brüder Levi und Jona.

## Filmographie
- 2017: Das Joshua-Profil
- 2018: 100 Dinge
- 2019: Altes Land
- 2020: Die verlorene Tochter
- 2021: Tatort: Wo ist Mike?
- 2021: Nix Festes
- 2021: Traumfänger
- 2022: Wunderschön
- 2022: Der König von Palma
- 2022: Kalt
- 2025: Polizeiruf 110: Widerfahrnis